# Patissodes heldi
Patissodes heldi là một loài bướm đêm trong họ Crambidae.